# Drewno prasowane

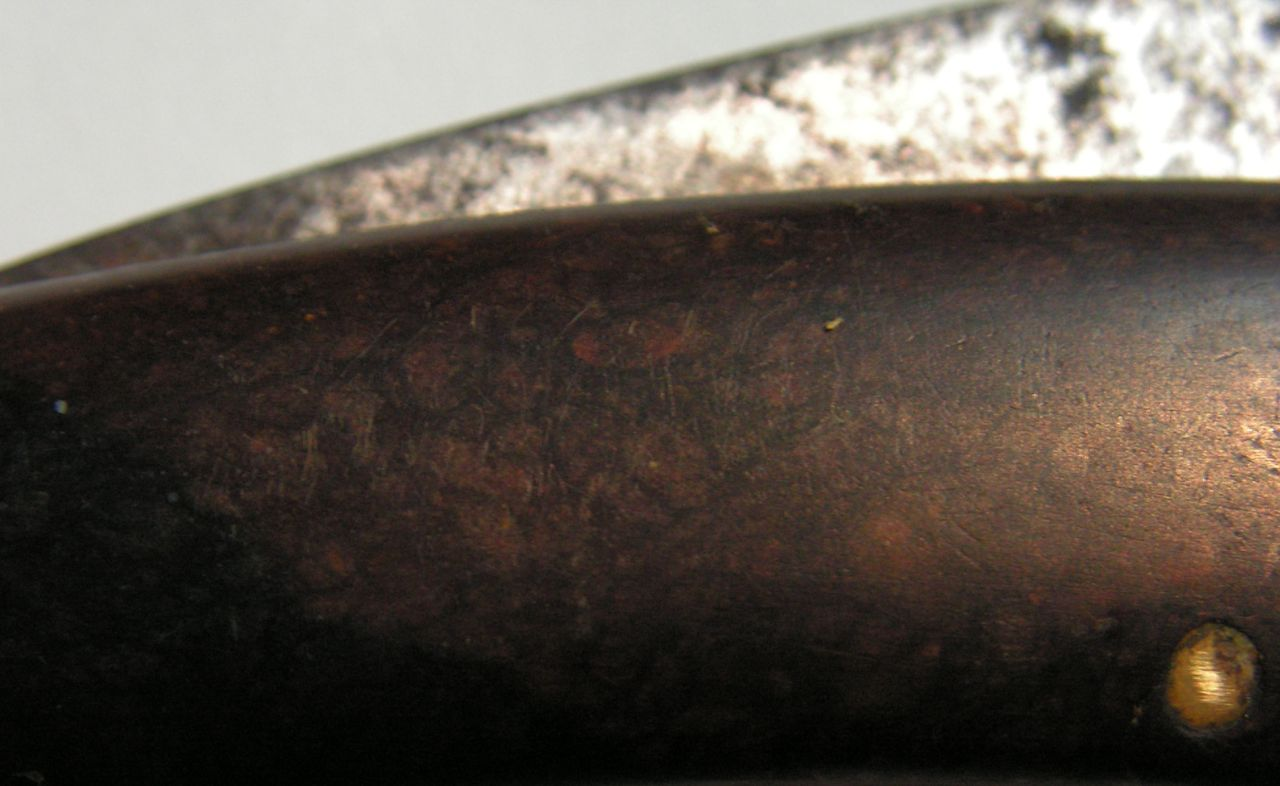
Wykorzystanie lignostonu w okładzinie noża

Drewno prasowane, drewno utwardzone lub lignoston – tworzywo uzyskiwane przez sprasowanie litego drewna z domieszką żywic (np. żywicy fenolowej) pod wysokim ciśnieniem (do 400 kG/cm²), przy podwyższonej temperaturze (70-160 °C). Wytrzymałość drewna prasowanego jest około 2-3-krotnie wyższa od wytrzymałości drewna zwykłego, zaś twardość ok. 5-krotnie. Tworzywo to jest stosowane do wyrobu części maszyn włókienniczych, zwłaszcza czółenek tkackich, oraz łożysk, kół zębatych, podkładek izolacyjnych, okuć budowlanych itp.